# Dunckerocampus naia
Dunckerocampus naia är en fiskart som beskrevs av Allen och Kuiter 2004. Dunckerocampus naia ingår i släktet Dunckerocampus och familjen kantnålsfiskar. Inga underarter finns listade i Catalogue of Life.